# Hieraves
Hieraves é um clado de Aves telluravianas nomeado por Wu et al. (2024) que inclui a Ordem strigiformes 
(Corujas),Cathartiformes (Condores e Urubus) e Acciptriformes (Águias).
No passado, tanto corujas, urubus e gaviões foram encontrados como basais em respeito a coraciimorphae dentro de Afroaves ou Accipitrimorphae recuperado como um clado basal dentro de Telluraves.  Houde e Braun (2019) encontrou suporte para hieraves mas não foi nomeado. Os estudos de Wu et a.l (2024) colocou as Hieraves como grupo irmão das Australaves.